# João Gomes (šermíř)
João Carlos Simões Ribeiro Gomes (* 12. července 1975 Lisabon, Portugalsko) je bývalý portugalský sportovní šermíř, který se specializoval na šerm fleretem. Portugalsko reprezentoval v devadesátých letech a v prvním desetiletí jedenadvacátého století. Na olympijských hrách startoval v roce 2000 a 2004 v soutěži jednotlivců. V roce 2003 obsadil druhé a v roce 1996, 2000 třetí místo na mistrovství Evropy v soutěži jednotlivců. S portugalským družstvem fleretistů vybojoval v roce 2000 titul mistrů Evropy.